# スマートウォッチ
スマートウォッチ（英語: Smartwatch）は、小型のタッチスクリーンとCPUを搭載した、多機能な腕時計型のウェアラブルデバイス。

## 概要

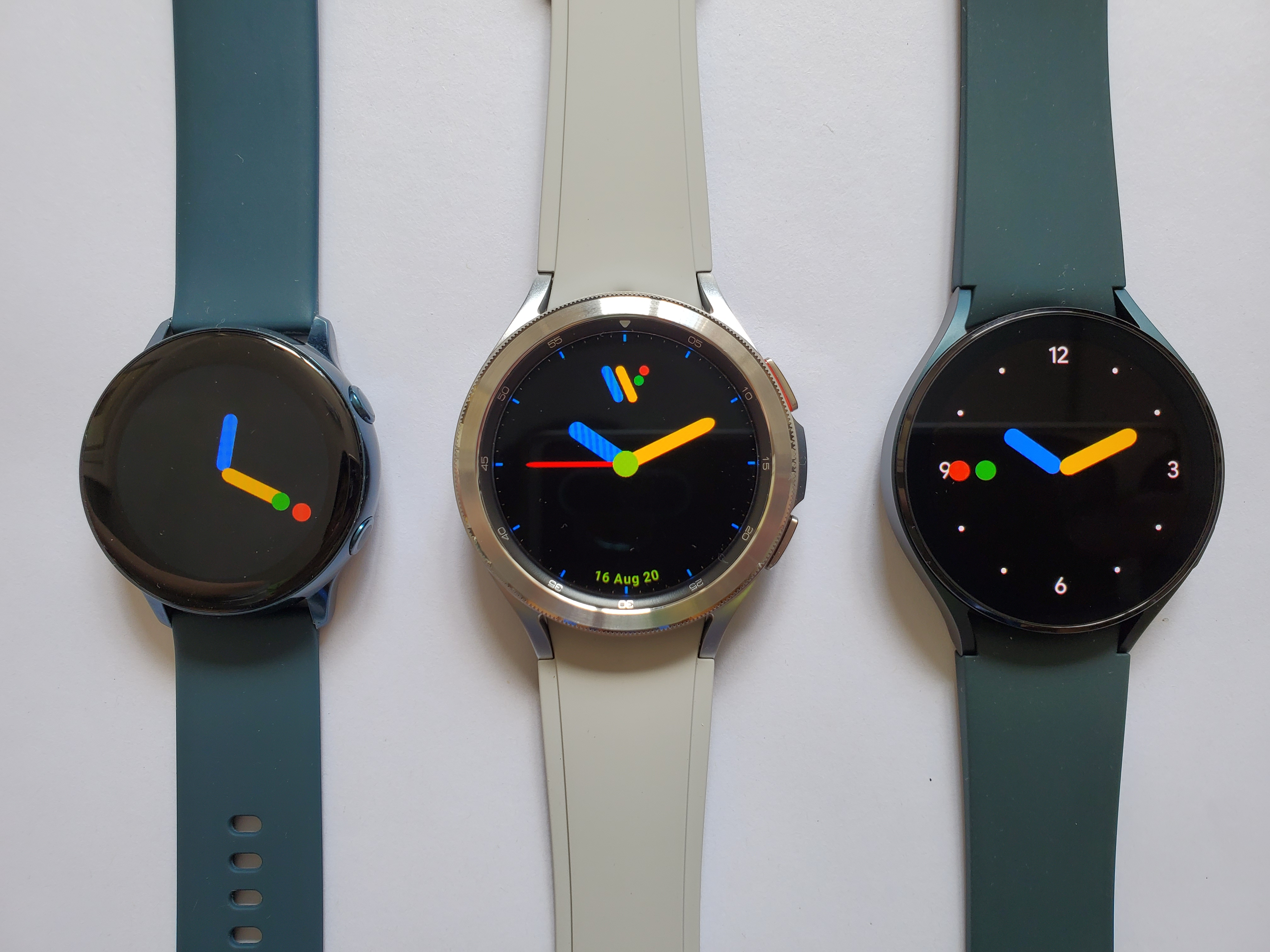
腕時計型のGalaxy Watch

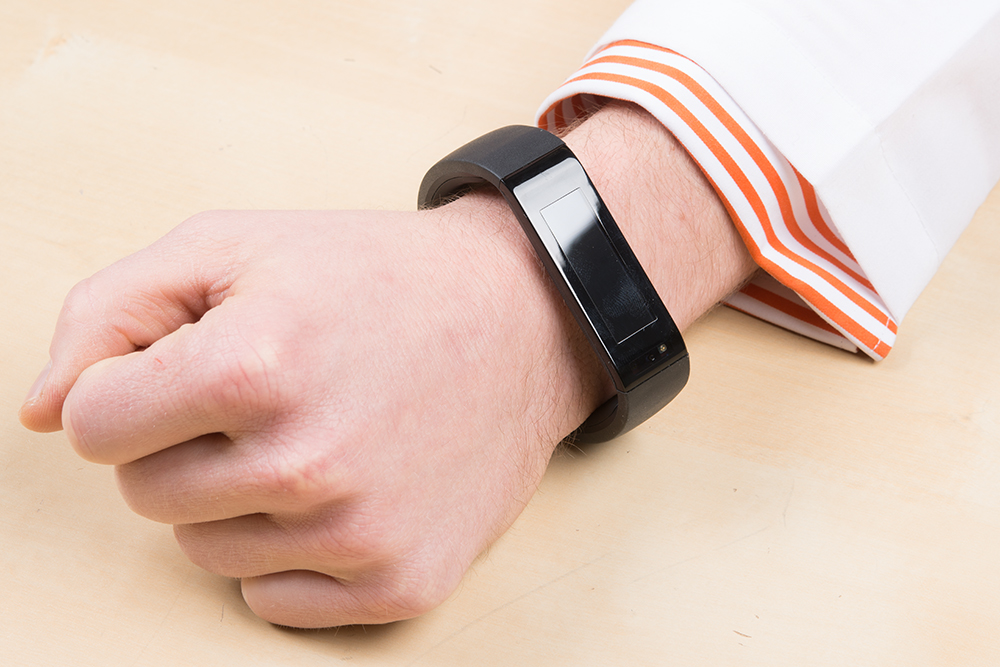
リストバンド型のMicrosoft Band

形状は腕時計型・リストバンド型で、タッチスクリーン・スピーカー・通話用マイク・通知用バイブレータ・充電池・操作ボタンが搭載されている。明確的な定義はないが、リストバンド型のもの、軽量・小型で機能が控えめなものはスマートバンドとも呼ばれる。
機種によっては、心拍センサー・加速度センサー・温度センサー・気圧センサー・イヤホン端子・非接触型ICカード・GPSなども搭載されている。また、防水加工が施されているものや、スマートウォッチ単体で携帯電話回線を使用した音声通話・データ通信ができるものもある。
設定やアプリのインストール、音声通話は、主にBluetoothや無線LANなどの近距離無線通信技術を使用し、スマートフォンやタブレットなどと接続して行う。
小型ディスプレイには、主に液晶ディスプレイ・有機ELディスプレイ・電子ペーパーが使われている。
多機能腕時計が備えている時刻・日付表示機能やアラーム・ワールドクロック・時報・ストップウォッチ・簡易メモ機能に加え、Bluetoothを使ったスマートフォンとの連携機能（電話・SMSなどの着信通知機能、音声通話、データ通信、音楽再生）を持っており、アプリが動作する。
2000年代に入ってからは、スポーツや健康管理に特化したものも登場している。
2016年以降では、スマホメーカー以外にも多種多様の産業が進出している。

## 歴史

### 1970年代
1970年代には世界初のデジタル腕時計が発売され、日付表示・アラーム機能など多機能化の試みが始まった。
1972年にHamilton Watch Companyが、世界初のデジタル腕時計「Pulsar Time Computer」を発売。

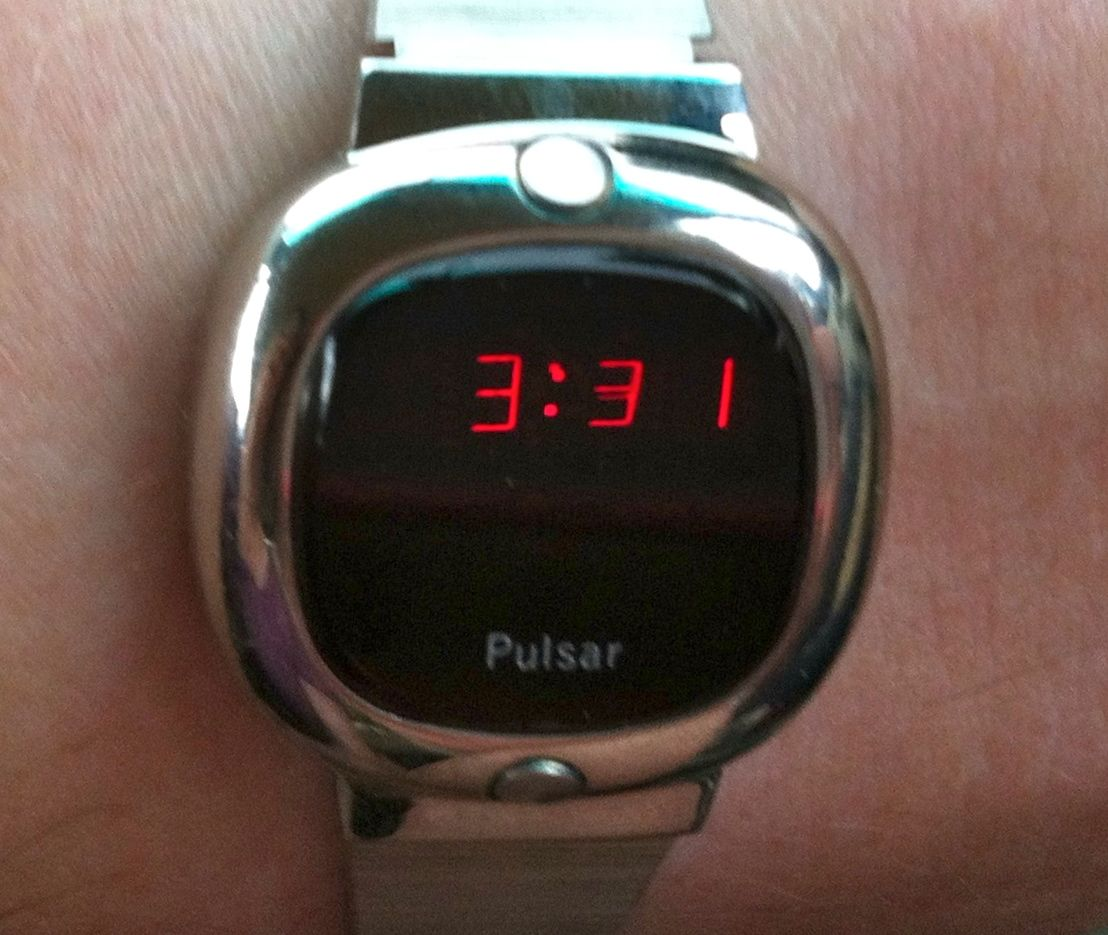
Pulsar Ladies' Touch Command（1976年）

### 1980年代
1980年代にはLSIの小型化が進んだうえ、電卓で培われた技術が取り入れられたことにより、1980年代中盤にはカシオ計算機のCASIO DATA BANKをはじめとして、電卓・電話帳などの機能を持った多機能腕時計が各社から発売された。
1982年にセイコーがデジタル腕時計「Pulsar Memowatch (NL C01)」を発売。専用の周辺機器を接続することにより、最大24文字のメモを記憶して表示できた。
1984年には、セイコーグループから現在のスマートウォッチの原型にあたる腕時計型コンピュータが相次いで発売された。同年1月にセイコー電子工業（現 セイコーインスツル）から発売された「腕コン UC-2000」は4ビットCPUを搭載し、専用キーボードを接続することで最大1000文字×2ページのメモ機能が使えるほか、専用のコントローラを接続するとゲームやBASICプログラムを実行できた。また、同年7月に諏訪精工舎（現 セイコーエプソン）から発売された「腕ターミナル RC-1000」も4ビットCPUを搭載し、Apple II・コモドール64・FM-8・FM-7・IBM PC・MSX・PC-8200シリーズ・PC-8800シリーズ・TRS-80・X1シリーズなどのパソコンと接続することで、メモ・アラーム・ワールドタイム機能を設定できた。「腕ターミナル」という名称から、パソコンに接続して使用するターミナル（端末）という立ち位置であることが示されている。そのほか、同年11月には塩尻工業（現 セイコーエプソン）が開発した「リストコンピューター RC-20」が諏訪精工舎から発売され、液晶画面の下部がタッチパネルになっているタッチキー型操作部はハンドヘルドコンピュータ HC-20への意識から、時計用の4ビットCPUのほかにZ80互換の8ビットCPU SMC84C00も搭載しており、Apple II・FM-8・FM-7・MZシリーズ・PC-8000シリーズ・PC-8800シリーズ・PC-9800シリーズなどのパソコンと接続することで、メモ・アラーム・ワールドタイム機能や電話帳・スケジュール帳・メロディ演奏・機械語プログラムを実行できた。

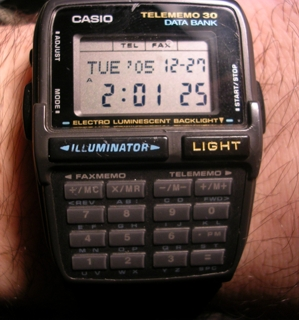
CASIO DATA BANK DBC-30-1
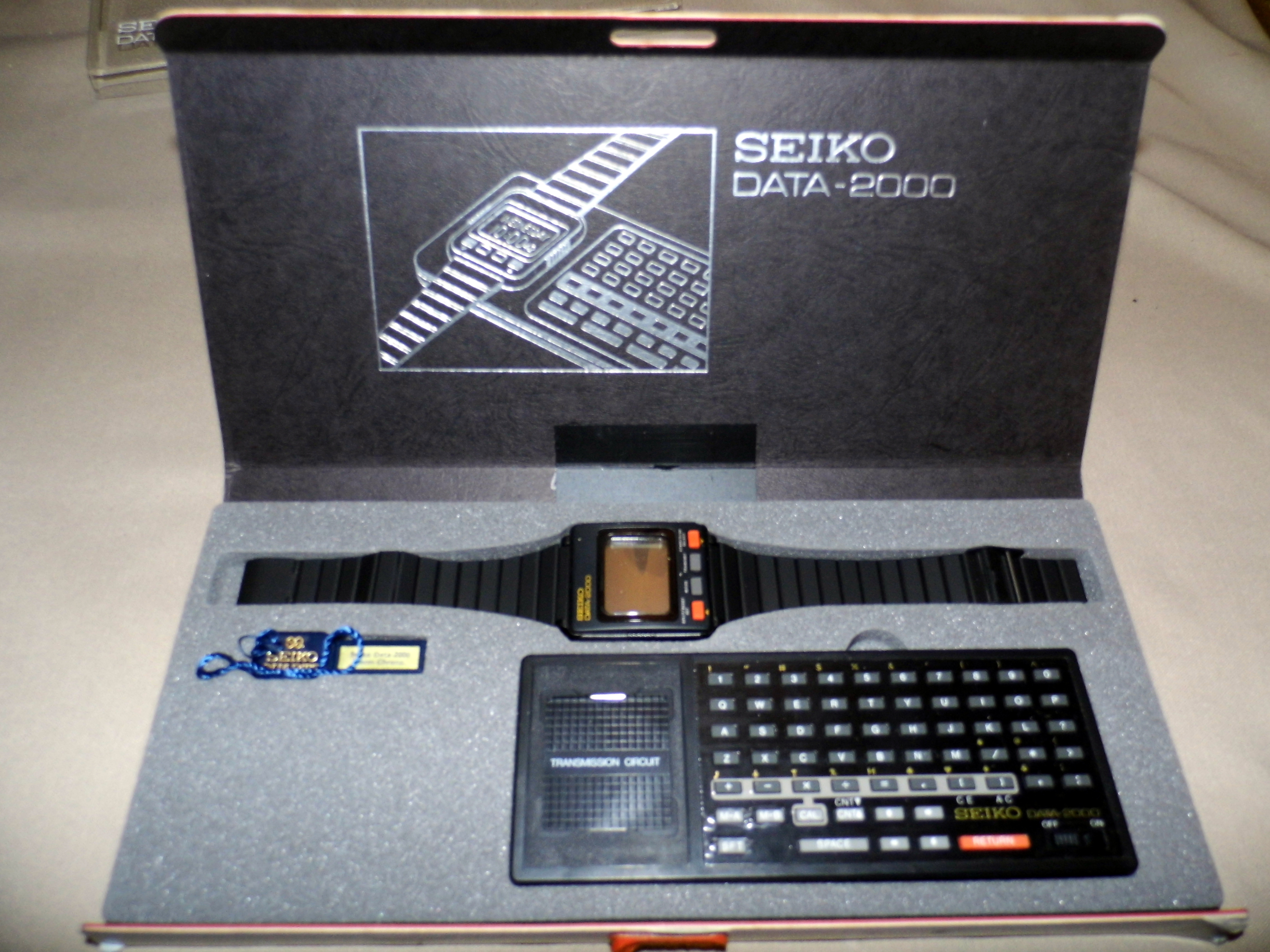
セイコー電子工業 腕コン DATA-2000

### 1990年代
1990年代にはデジタル腕時計の多機能化がさらに進み、パソコンと接続して使用することを前提とした商品が続々と登場。
1994年にはパソコンと接続して使うことができる腕時計型携帯情報端末として、Timexが「Timex Datalink model 50」を発売。
マイクロソフトとの共同開発で、ブラウン管ディスプレイと時計の光センサーを利用した可視光通信で、Windows 95・98と通信することができる。
1998年には、「ウェアラブルコンピューティングの父」と呼ばれるカナダの研究者スティーブ・マンが、OSにLinuxを使用した腕時計「WristWatch Computer」を制作し、2000年2月にIEEE ISSCC2000で発表した。
また同年6月にはセイコーインスツルメンツ（現 セイコーインスツル）が、腕時計型のウェアラブルPC「Ruputer MP110」・「RuputerPro MP120」を発売。
1999年には、サムスンが世界初の腕時計型電話 SPH-WP10を発売。

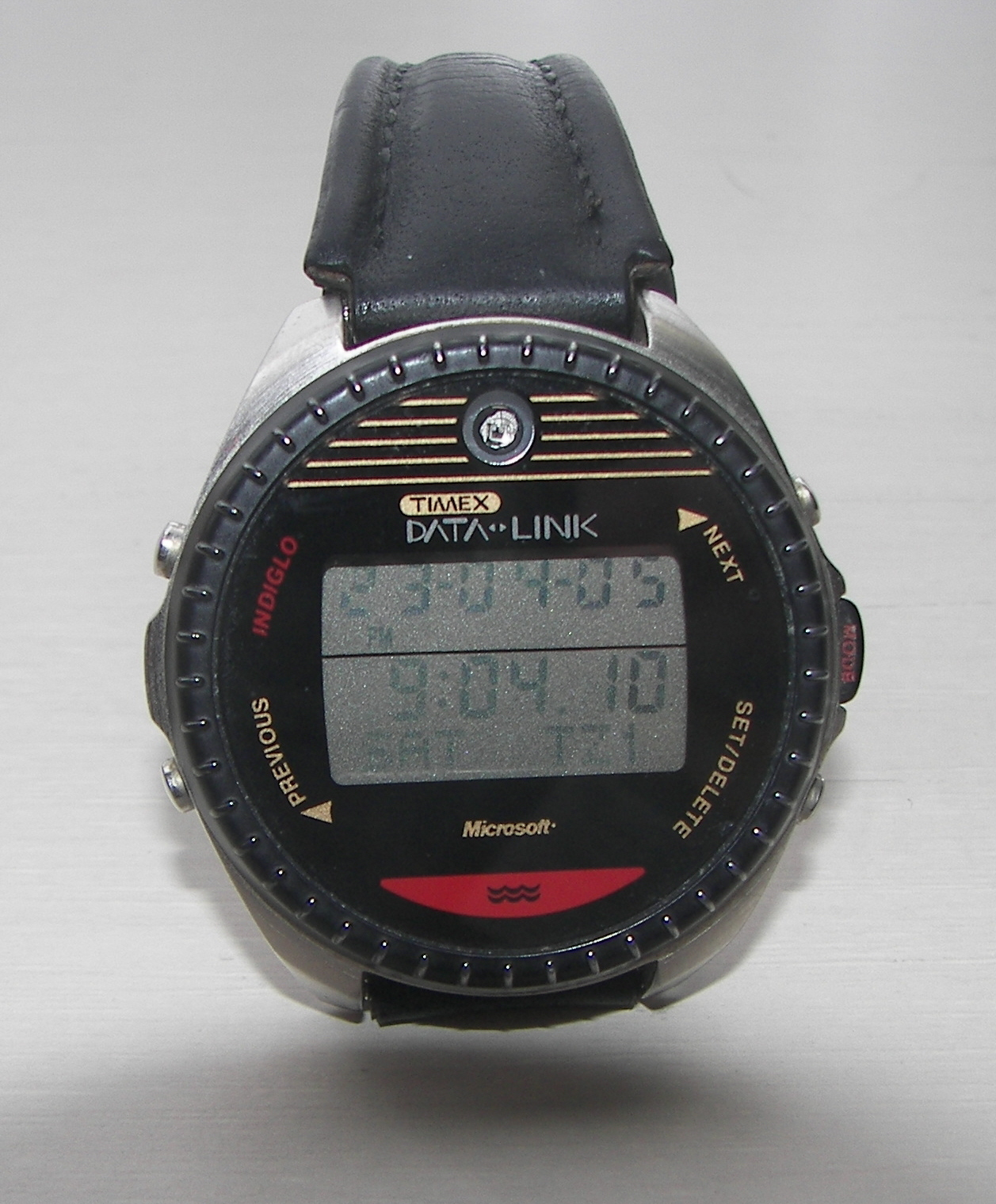
Timex Datalink 150
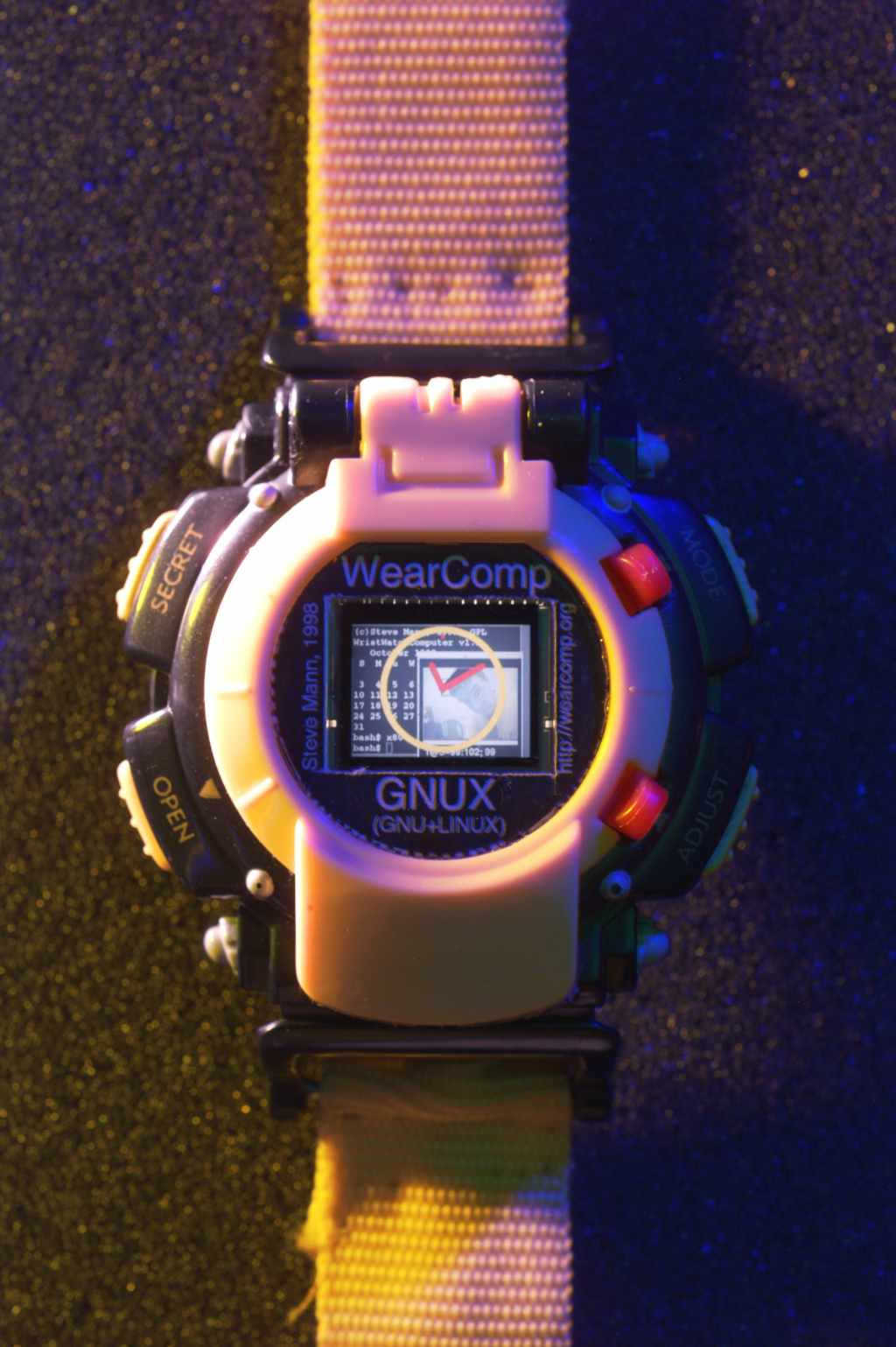
WristWatch Computer

### 2000年代
2000年代には、モバイルOS・時計用OSを搭載したスマートウォッチが続々と製品化。
2000年6月にはIBM基礎研究所が、Linuxカーネル2.2・ARM系CPU・有機ELディスプレイを使用したスマートウォッチの試作品をCeBITで公開。
2001年10月には、IBMとシチズン時計が共同でスマートウォッチ「WatchPad1.5」を試作。
2000年10月には、セイコーエプソンから腕時計型携帯情報端末「リストモバイル Chrono-Bit」(WM-550X・WM-550S・WM-550L・WM-510B)を発売。付属のソフトを使うことで、文字盤のデザインを変えることができた。
2003年には、ファッション時計メーカーのフォッシル・グループから腕時計型携帯情報端末「Wrist PDA」を発売。Palm OS4.1を使用し、MC68000コアをベースとしたマイクロコントローラDragonball VZを搭載。
2003年11月には、コンシューマー・エレクトロニクス・ショーでマイクロソフトが展開する情報配信サービス SPOT（Smart Personal Objects Technology）に対応したスマートウォッチ「SPOT Watch」を発表。シチズン時計・Fossil・Suuntoの3社が製造・販売を行ったが、高価であったことと、SPOTサービスの失敗、スマートウォッチの電池が3日しか持たなかったことなどから普及しなかった。
2006年には、着信通知・テキストメッセージ表示機能を持った腕時計「MBW-100」がソニー エリクソン モバイルコミュニケーションズ（現 ソニーモバイルコミュニケーションズ）から発売。同社製の携帯電話とBluetoothで通信することができた。

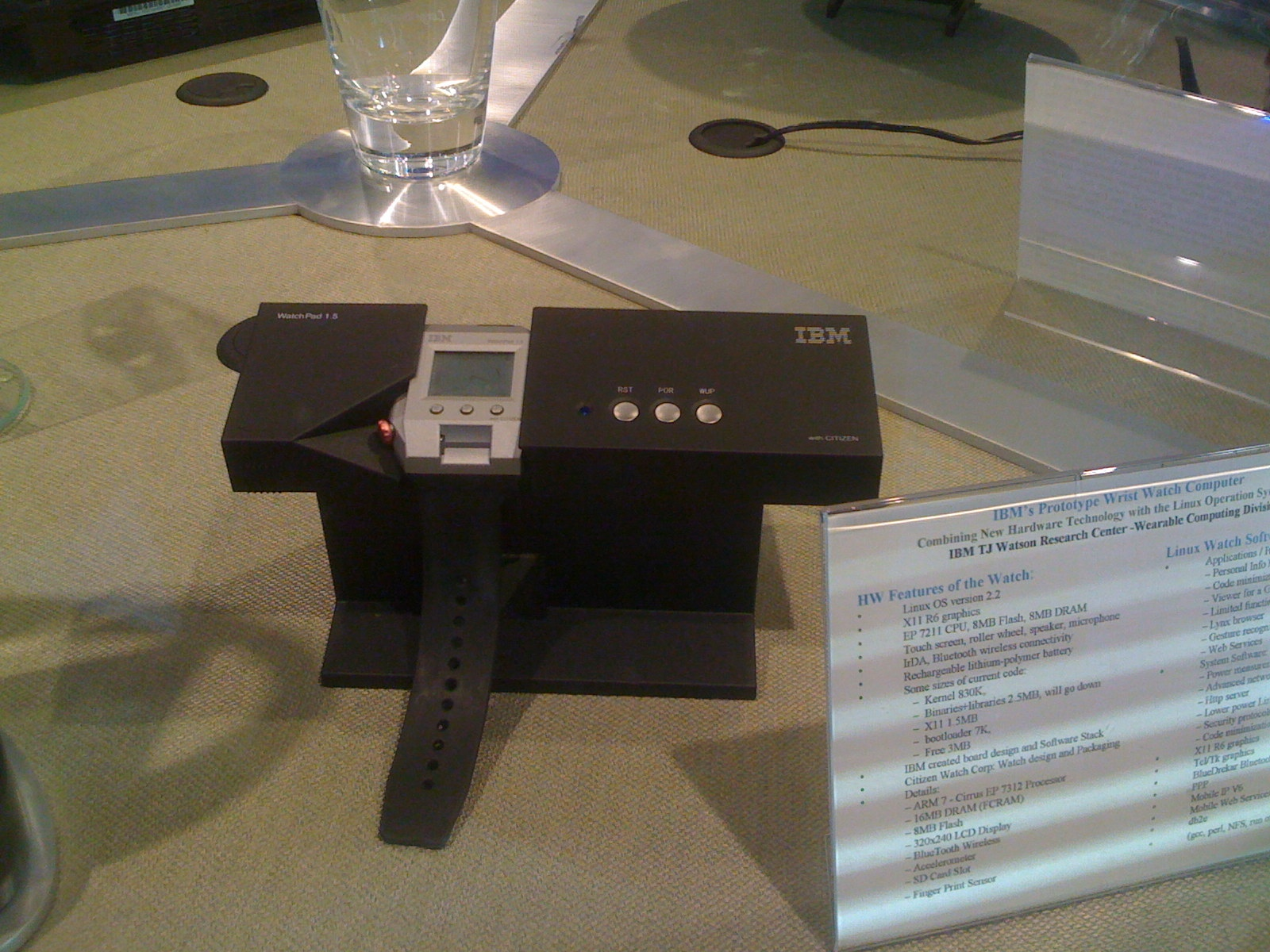
IBM基礎研究所が試作したスマートウォッチ
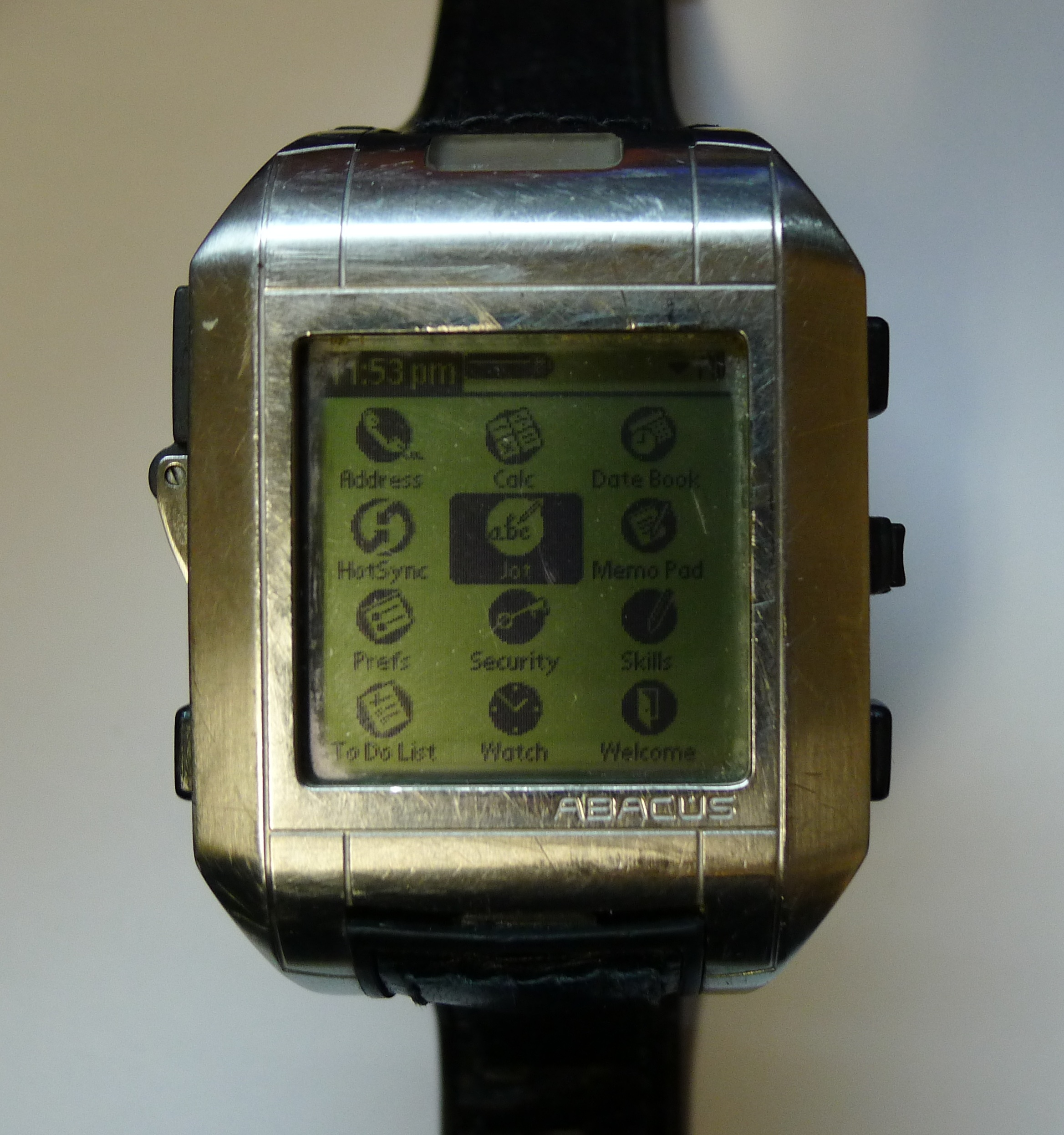
Wrist PDA

### 2010年代
2010年代には、スマートフォンなどは不要で単体でも使用できるスマートウォッチや、アクティビティトラッカー（活動量計）機能を搭載したスポーツ向けのスマートウォッチが登場。
2010年代半ばには、単体で携帯電話回線（LTE方式）に接続することができるスマートウォッチも多数発売。
なお2015年のApple Watchの発売を機に、スマートウォッチが一般にも広く知られるようになり、市場も拡大した。
2010年には、ソニー エリクソン モバイルコミュニケーションズが専用のAndroid用アプリ「LiveView Manager」とBluetoothで連携するスマートウォッチ「Sony Ericsson LiveView」を発売。
2011年11月には、Motorola Mobilityがスポーツ向けのスマートウォッチ「Motoactv」を発売。
2013年には多くの会社がスマートウォッチの開発を始め、Samsung Galaxy Gear・ソニー SmartWatch 2・Qualcomm Toqが発売された。
2014年に1月開催されたコンシューマー・エレクトロニクス・ショーではスマートウォッチが多数発表された。
同年6月に開催されたGoogle I/OではAndroidベースのAndroid Wear（現 Wear OS by Google）がリリースされ、各社からLG G Watch・Samsung Gear Live・Moto 360などが発売された。
また9月にはアップルがApple Watchを発表し、2015年4月に発売された。Apple Watchは世間の注目を集め、従来のスマートウォッチと同様にバッテリーが持たないなどの数多くの批判があったものの、ファッション性が高く評価された。
10月には、マイクロソフトが健康管理を目的としたリストバンド型ウェアラブル端末「Microsoft Band」を発売。

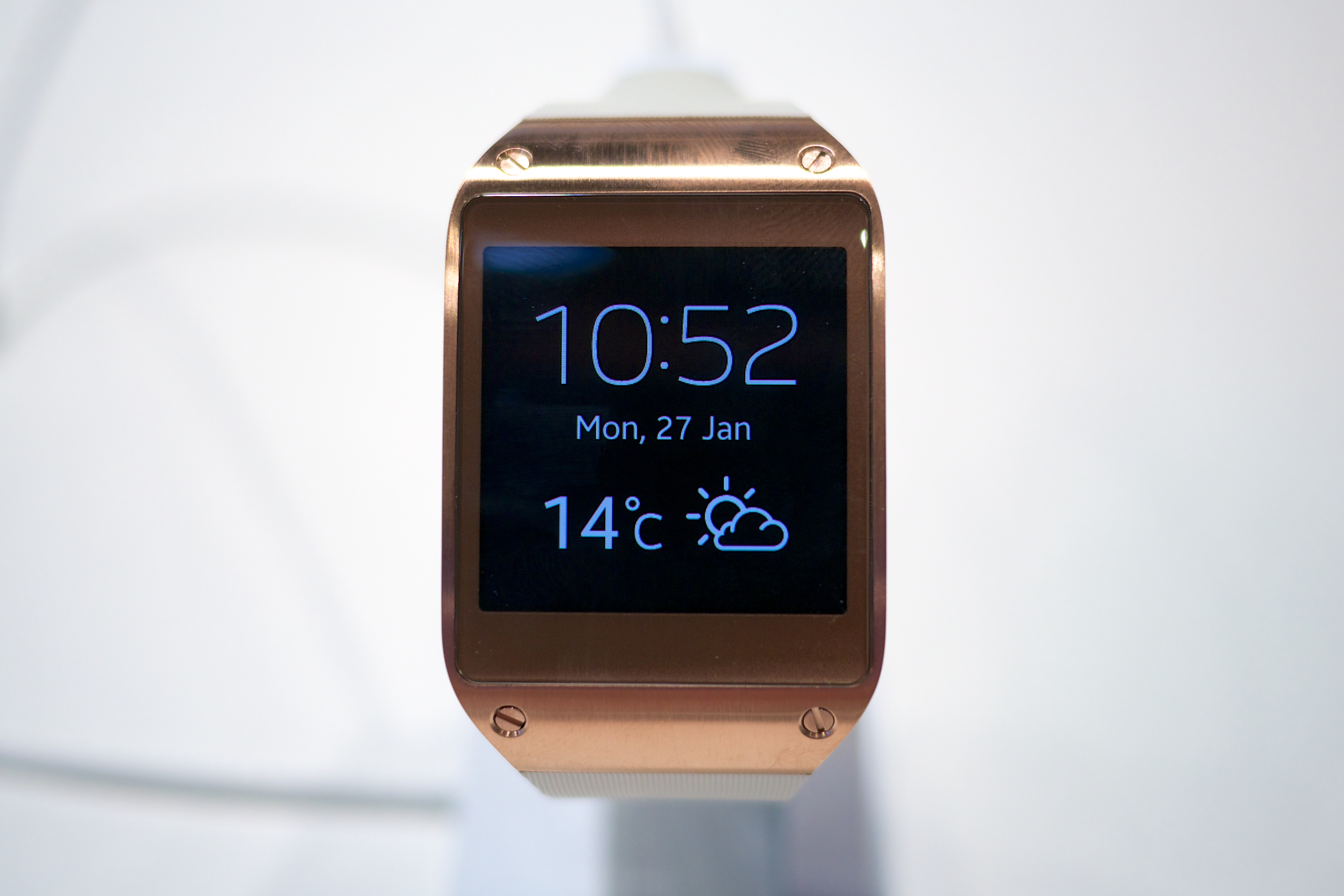
Samsung Galaxy Gear
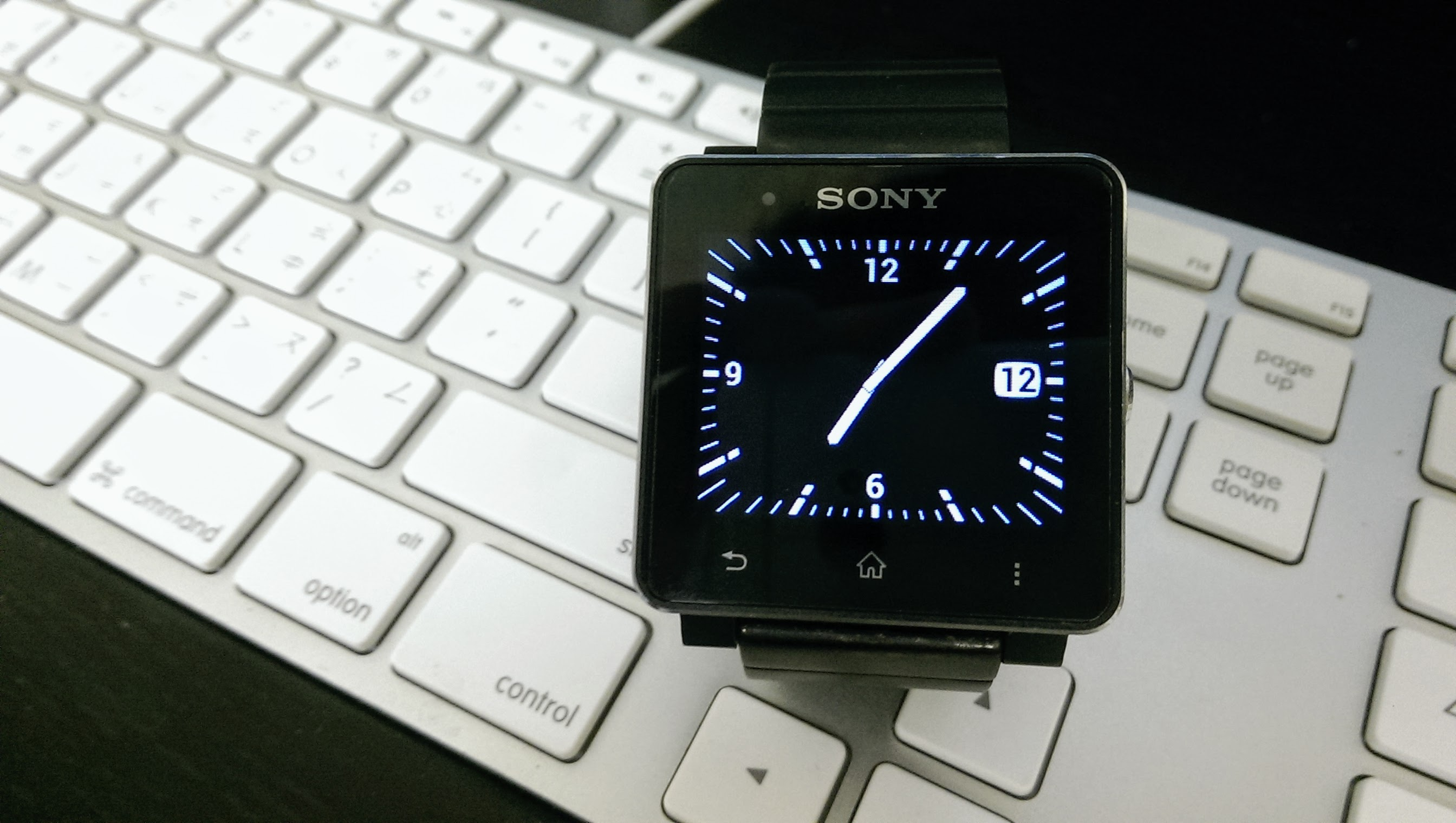
ソニー SmartWatch 2
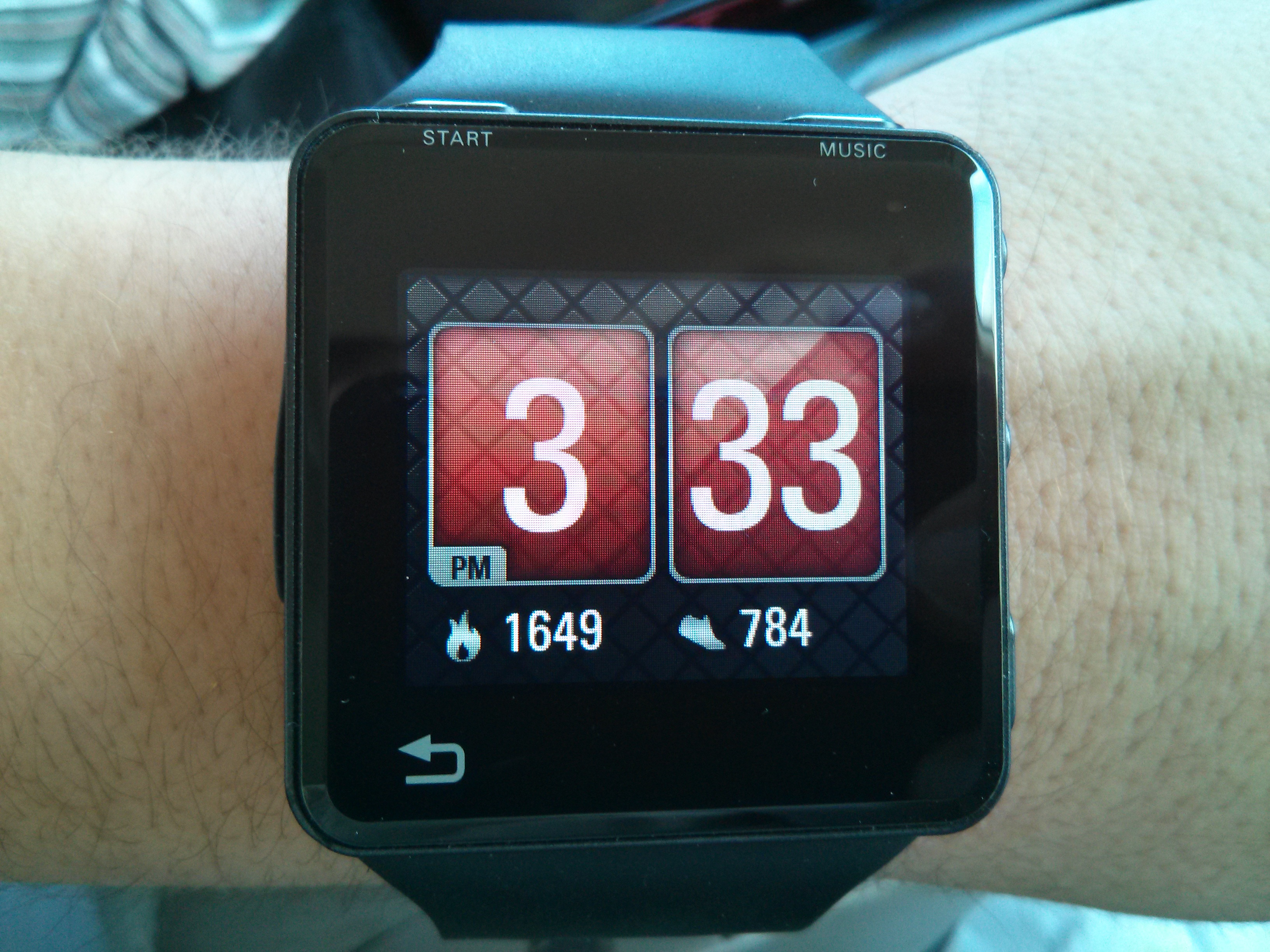
Motorola Mobility Motoactv
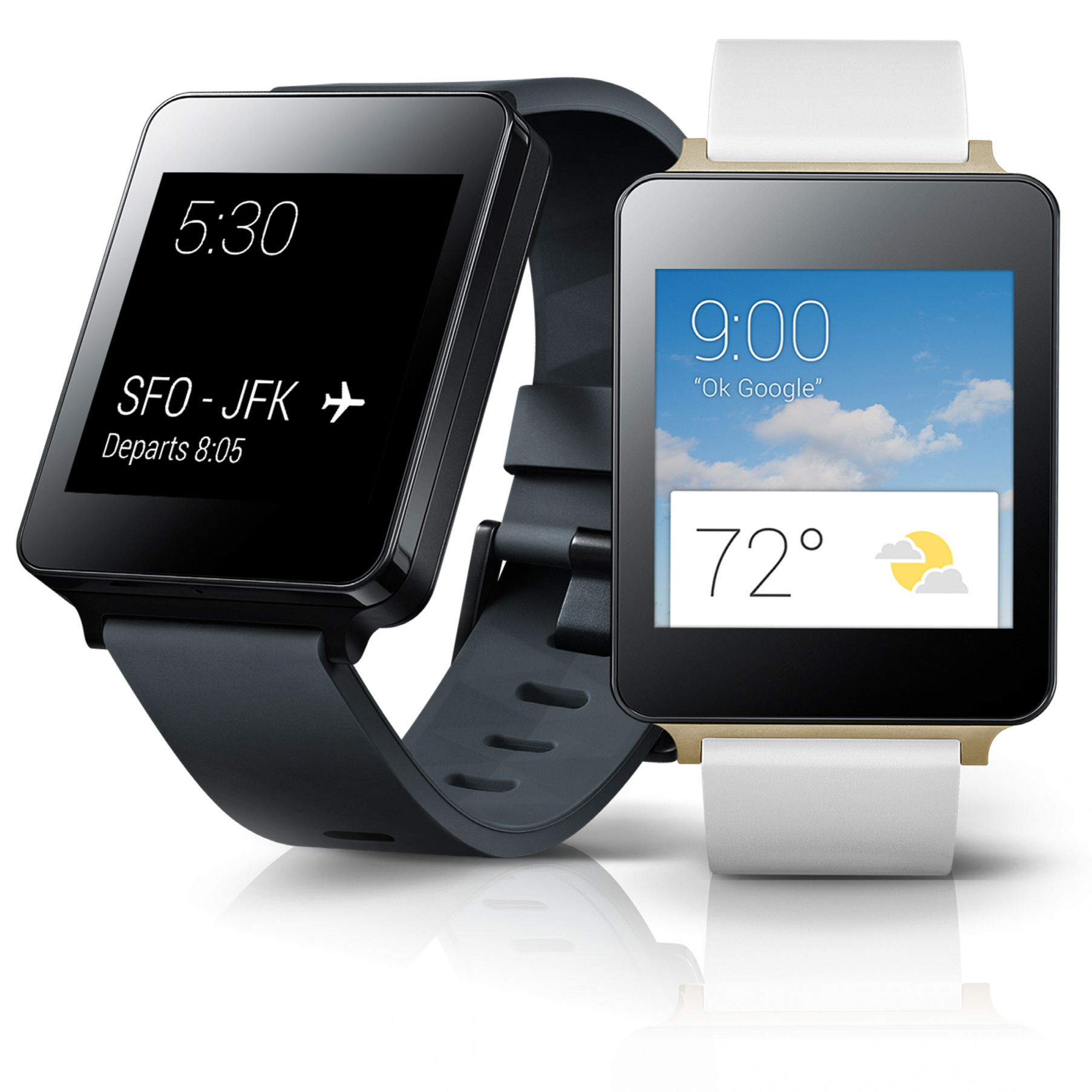
LG G Watch
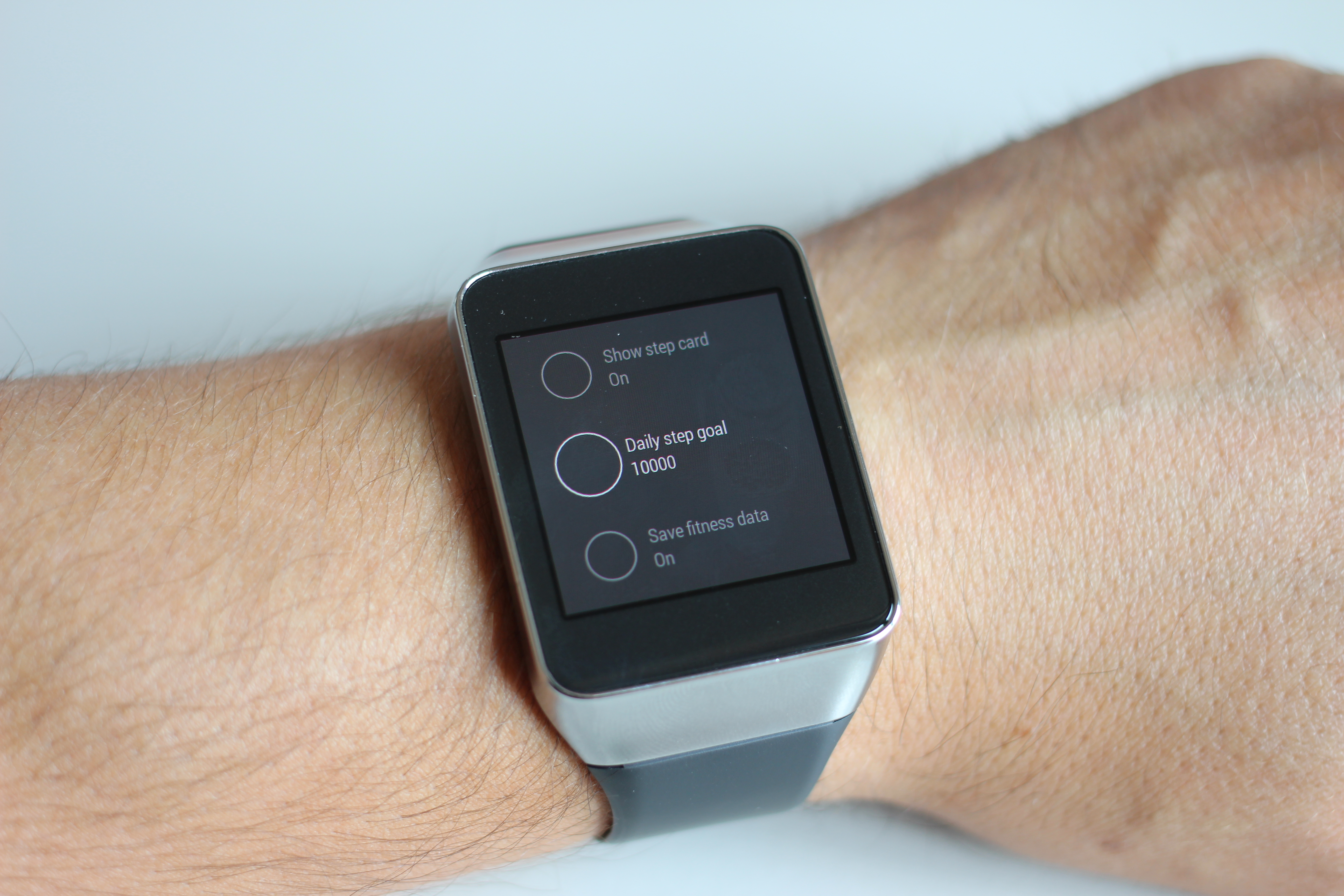
Samsung Gear Live
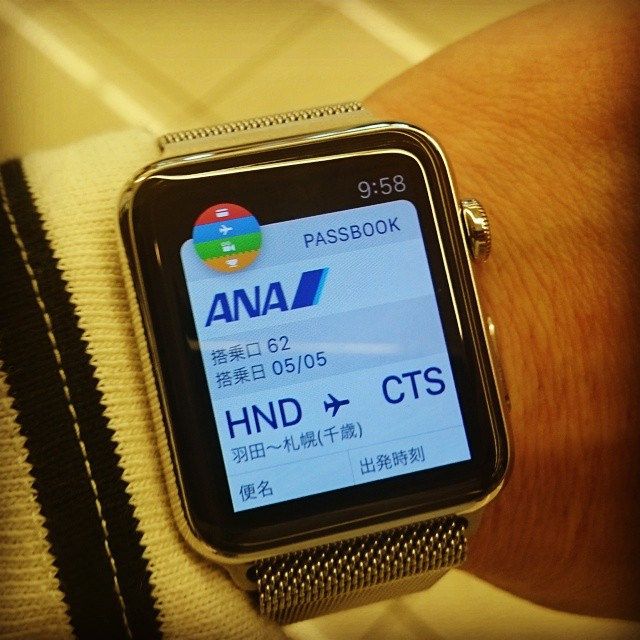
Apple Watch
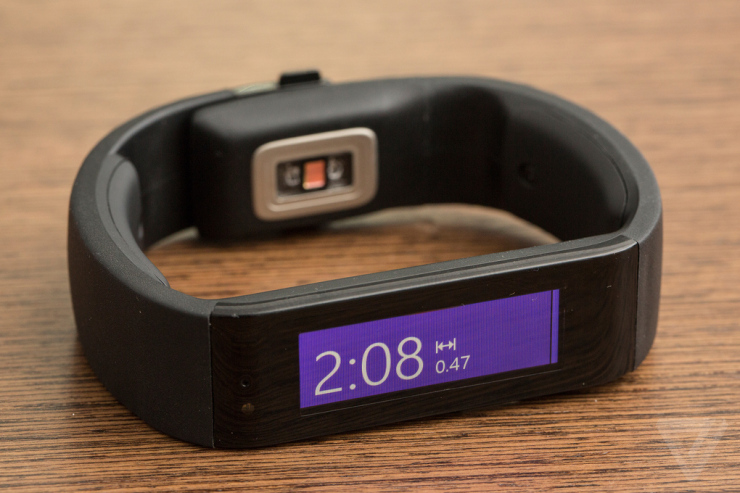
Microsoft Band
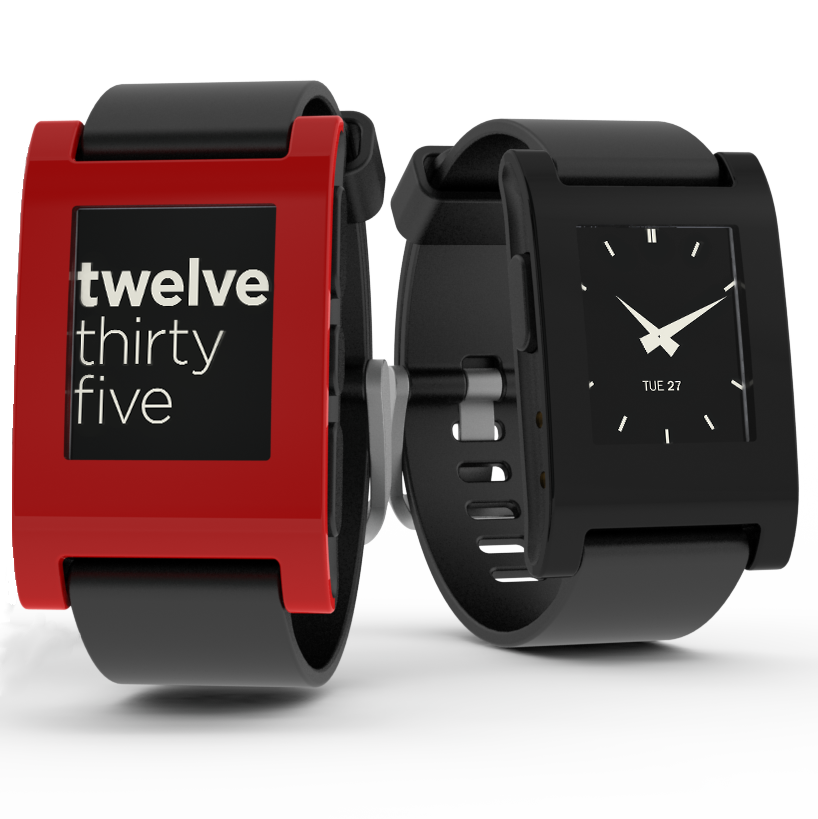
Pebble（現 Fitbit） Pebble E-Paper Watch
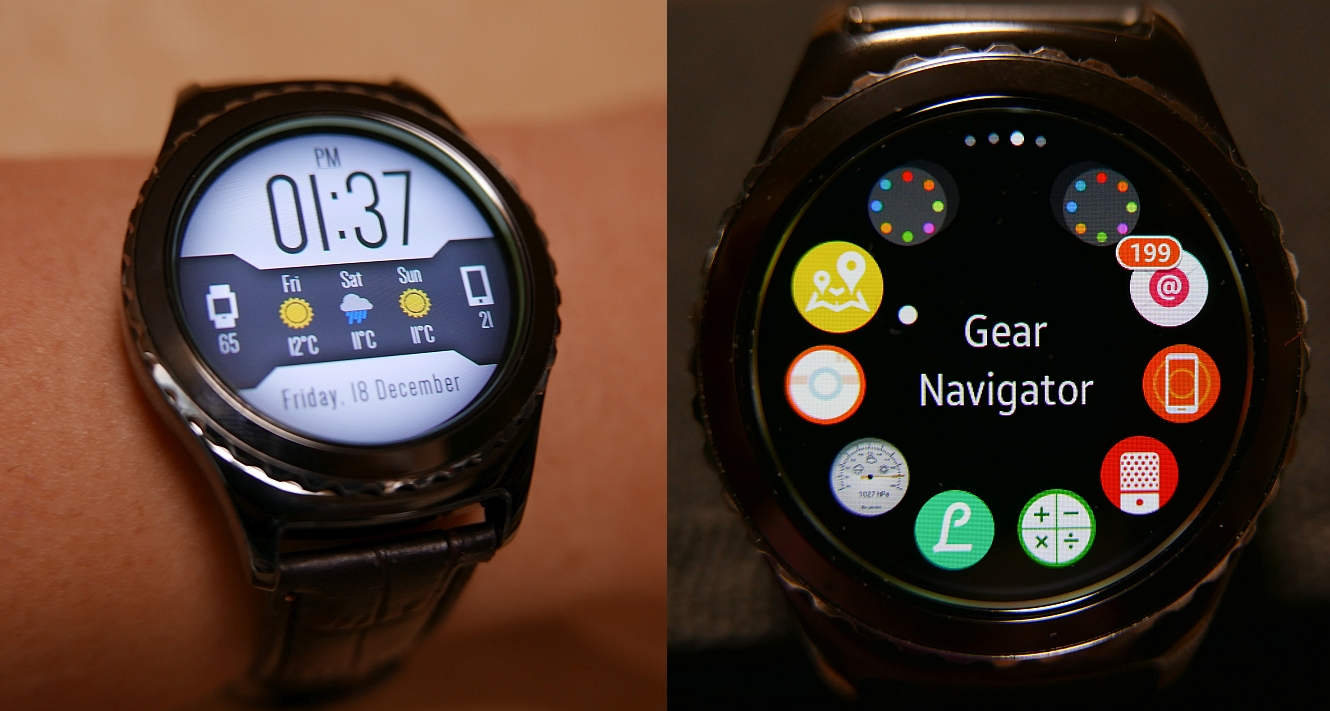
Samsung Gear S2 Classic
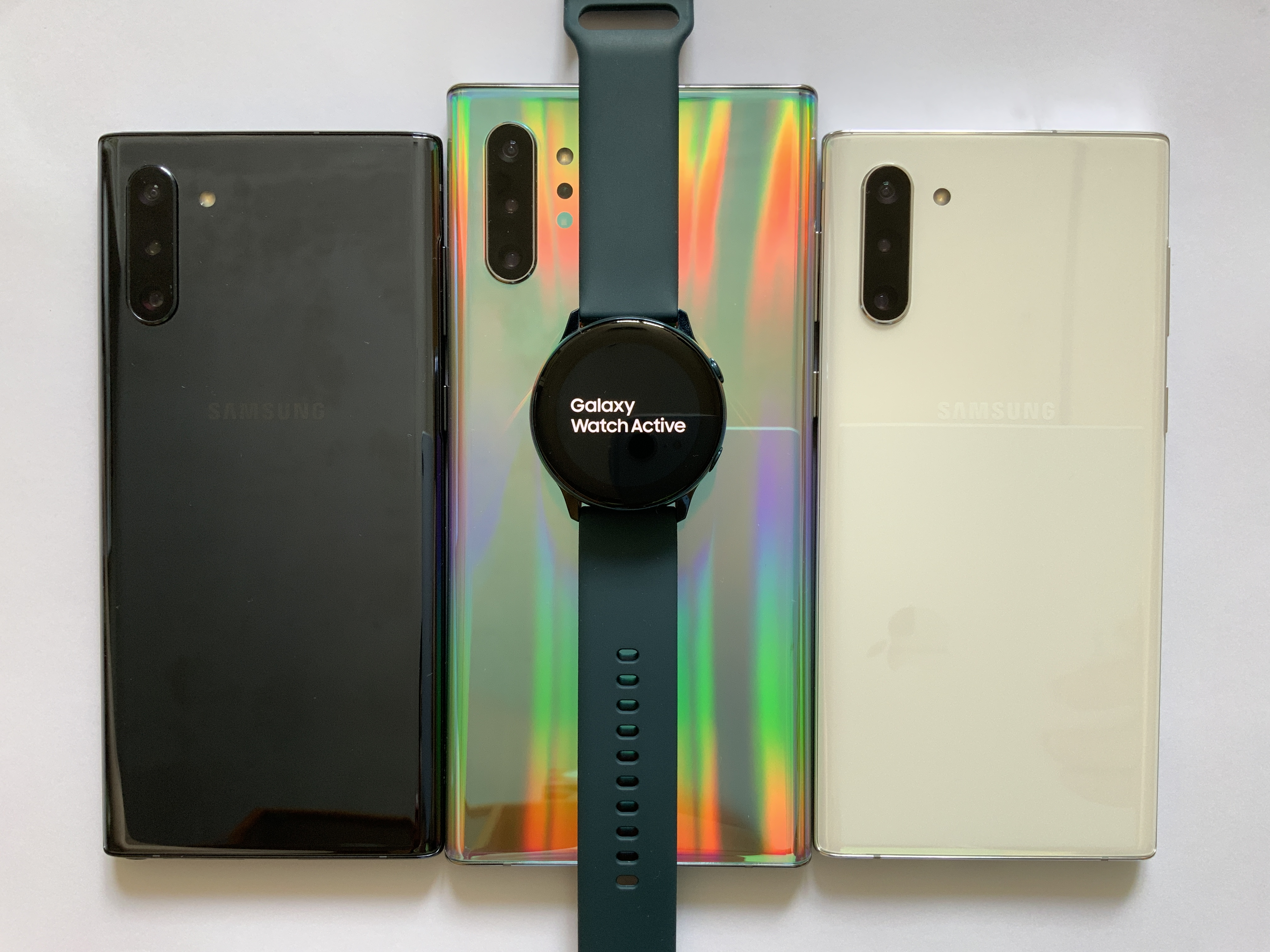
Samsung Galaxy Watch Active

中国では2015年頃から、子どもの防犯に特化した、$100∼200の簡易なスマートウォッチが発売されている。
カラフルなプラスチック製で、主な機能は通話・緊急通報と時間・気温の表示程度であるのが特徴。
なお日本でも同様の商品、「ドコッチ01」（NTTドコモ　HUAWEI製　2015年4月発売、2019年3月31日サービス終了）、「mamorino Watch」（KDDI　ZTE製　2016年3月発売）を販売している。

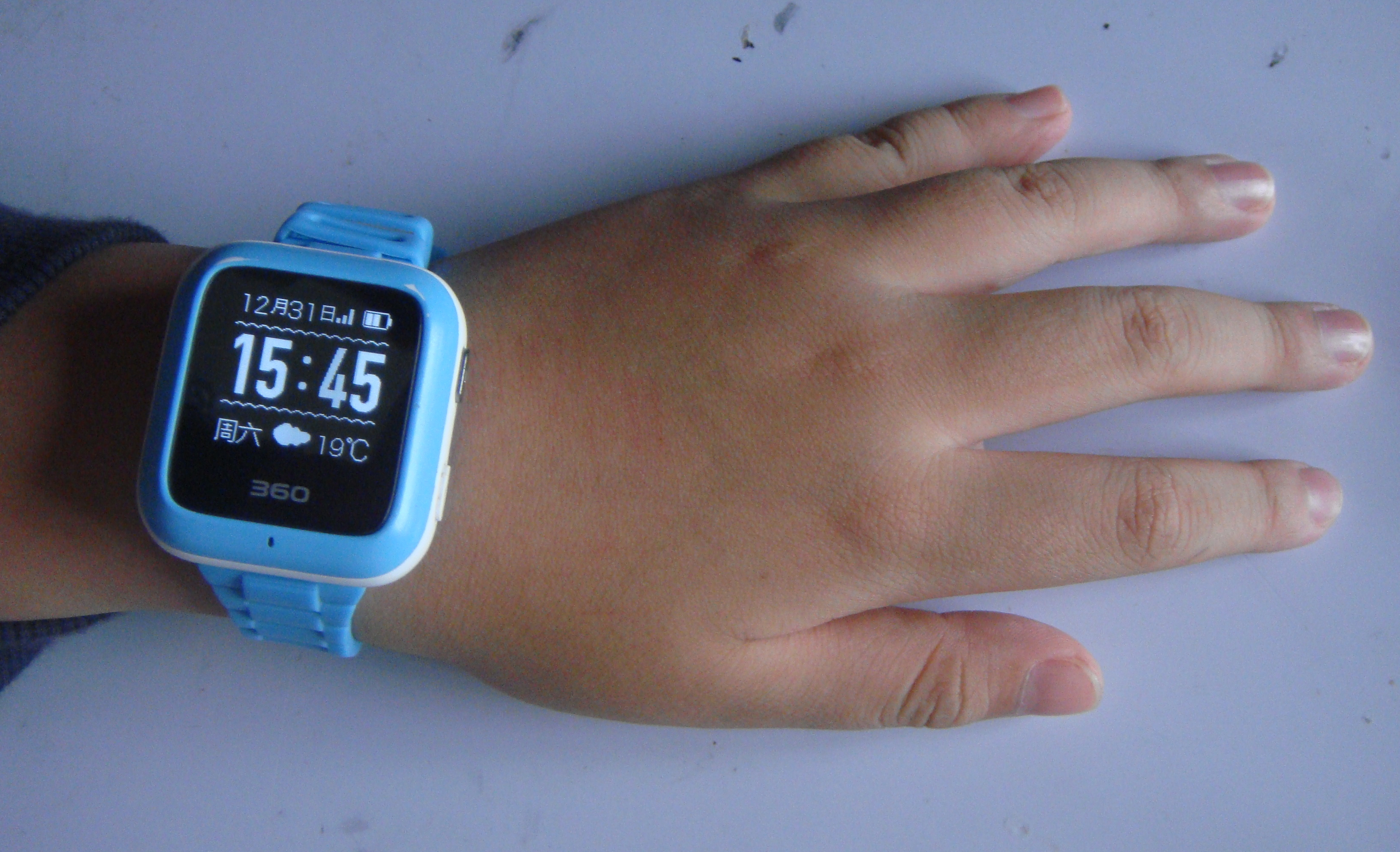
Qihoo 360儿童手表
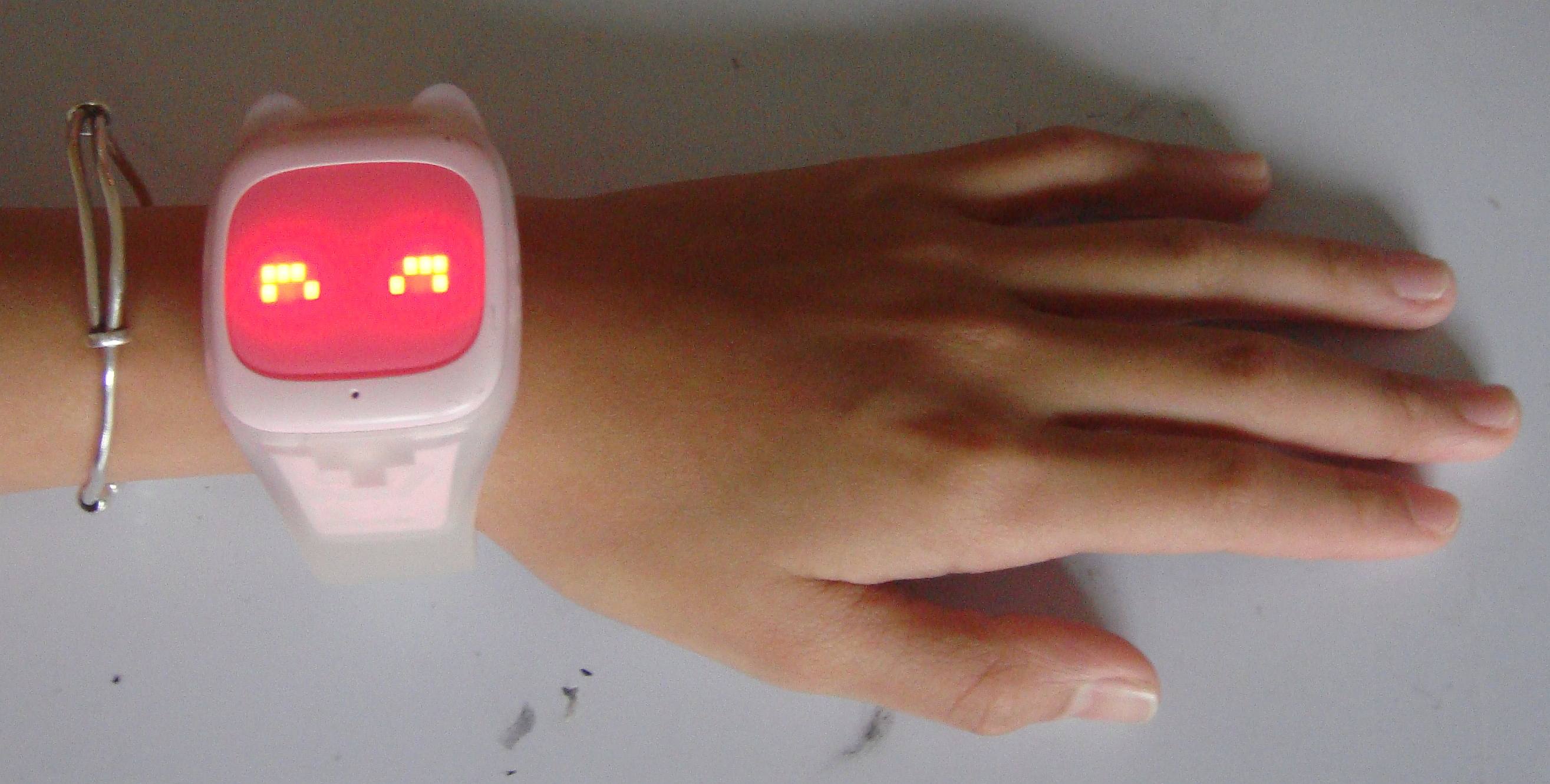
女の子向けのスマートウォッチ

### 2020年代
2020年11月に、アメリカ食品医薬品局は、NightWareと呼ばれるApple Watchアプリの販売承認を与えた。このアプリは、心拍数と体の動きの監視に基づいて進行中の悪夢を検出すると振動することにより、PTSD関連の悪夢に苦しむ人々の睡眠を改善することを目的としている。
2021年1月に、ファーウェイは、発売中のスマートウォッチ（HUAWEI WATCH GT 2、HUAWEI WATCH GT 2e）に、血中酸素レベル測定を可能にするアップデートを開始した。

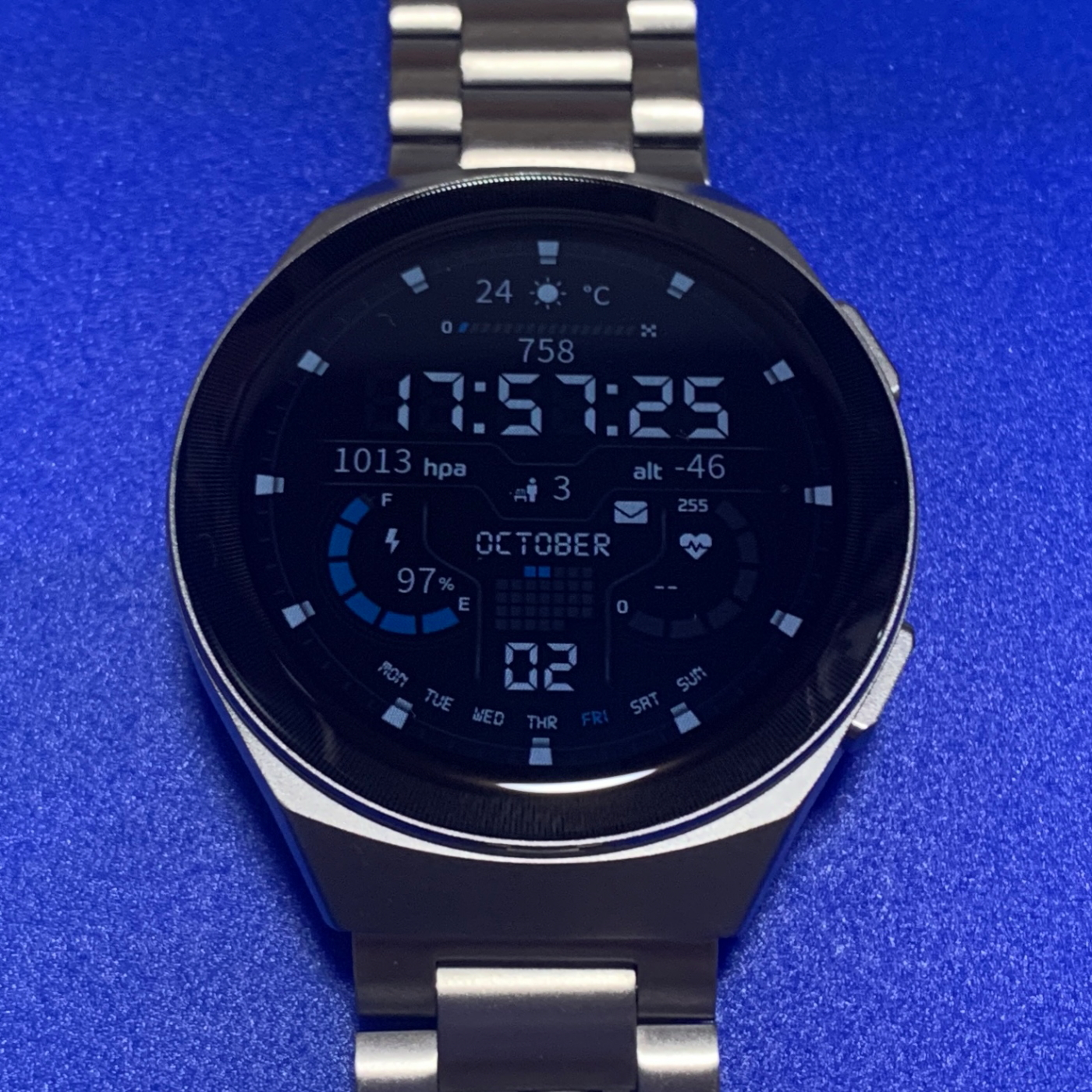
Huawei Watch GT 2e

## オペレーティングシステム

### watchOS
Appleが開発する、iOSベースのApple Watch用OS。

### Wear OS
旧称Android Wear。Googleが開発する、Androidベースのスマートウォッチ用OS。

### Fitbit OS
Google傘下のFitbitが開発する、Fitbitデバイス用OS。

### HarmonyOS
Huaweiが開発する、スマートウォッチの他、スマートフォンやタブレット等にも採用されているOS。

### その他
- Android
  - Googleが開発する、LinuxベースでオープンソースのモバイルOS。
- AsteroidOS
  - Florent Revestらが開発する、Linuxベースでオープンソースのスマートウォッチ用OS。Wear OSで動作するスマートウォッチの一部で使用することができる[30]。
- Sailfish OS
  - Jollaが開発する、LinuxベースのモバイルOS。LiMo Foundationが開発していたモバイルOS MeeGoが源流であるが、LiMo Foundationが開発から撤退しTizenと合流することとなったため、これに不満を持った元ノキアの開発者が制作。Sailfish OS搭載のフィーチャーフォン・スマートフォン・タブレットなどもある[31]。
- Tizen
  - かつてLinux FoundationのTizenプロジェクトが開発していたLinuxベースでオープンソースのモバイルOS。GoogleのWear OSに統合された。
- Ubuntu Touch
  - Canonicalが開発していた、Ubuntuベースでオープンソースの、タッチスクリーンモバイルデバイス用OS。2017年にCanonicalが開発から撤退した後は、UBportが開発を続けている。

## 主なブランド
- Amazfit - Amazfit GTR / GTS / Bipシリーズ
- Apple - Apple Watch（世界シェア首位）
- Fitbit - Versa / Sense / Chargeなど
- Garmin - Forerunner / Fenix / Epixなど
- Google - Pixel Watch
- Huawei - HUAWEI WATCH、HUAWEI Band
- Samsung - Galaxy Watch、Galaxy Fit
- Xiaomi - Redmi Watch、Xiaomi Smart Band